# Олару, Йоана Ралука
Йоана Ралука Олару (рум. Ioana Raluca Olaru; род. 3 марта 1989, Бухарест) — румынская теннисистка; победительница 11 турниров WTA в парном разряде; победительница одного юниорского турнира Большого шлема в парном разряде (Открытый чемпионат США-2006); финалистка одного юниорского турнира Большого шлема в одиночном разряде (Открытый чемпионат Франции-2005); бывшая четвёртая ракетка мира в юниорском рейтинге.

## Общая информация
Йоана — младшая из двух дочерей Адриана и Дойны Олару; её старшую сестру зовут Кристина.
Ралука впервые взяла ракетку в руки в семь лет. Любимое покрытие — грунт; лучший удар — бэкхенд по линии.

## Спортивная карьера
Олару проявила себя уже на юниорском уровне. В 2005 году она стала финалисткой юниорского Ролан Гаррос в одиночном разряде, в котором проиграла венгерке Агнеш Савай, а также финалисткой в парном разряде в дуэте с Аминой Рахим. В октябре она смогла достичь 4-го места в юниорском рейтинге. В 2006 году на Открытом чемпионате Австралии она доиграла до полуфинала, а на юниорском Открытом чемпионате США в партнёрстве с Михаэлой Бузарнеску выиграла парные соревнования и завершила свои выступления в юниорах.
Дебют на взрослом уровне состоялся в августе 2003 года в возрасте 14-ти лет, когда Олару сыграла на турнире из цикла ITF в Тимишоаре (сходу была одержана победа в матче основной сетки). В августе 2004 года она впервые добралась до финала одиночного турнира ITF (до финала парного соревнования удалось добраться в июне). В апреле 2005 года наконец состоялась первая одиночная победа — покорён 10-тысячник ITF в черногорском Херцег-Нови (за 7 месяцев до этого впервые покорён парный турнир). В апреле 2006 года Олару одержала первую победу над игроком топ-200 — в первом круге турнира в итальянском Бари переиграна 164-я ракетка мира Луция Градецкая. Дебют на соревнованиях уровня WTA состоялся в мае 2006 года, когда она прошла квалификацию на турнир в Рабате (дебют в парах состоялся ещё в октябре 2005 года в Токио). Год Олару закончила на 25-тысячнике в Торонто, где удалось обыграть 114-ю ракетку мира Кларису Фернандес и выиграть третий (за тот сезон) одиночный турнир.
В феврале 2007 года она совершила прорыв на турнире в Мемфисе, впервые пройдя в полуфинал соревнований WTA-тура и попутно выбив из борьбы 25-ю ракетку мира Саманту Стосур. В апреле она впервые была призвана в сборную Румынии на матчи розыгрыша Кубка Федерации, а затем смогла победить на 50-тысячнике в Испании. В мае она смогла через квалификацию доиграть до полуфинала турнира в Фесе и пройти в 1/4 финала Каролину Возняцки. Затем на Открытом чемпионате Франции она также преодолела квалификацию и дебютировала на взрослом турнире из серии Большого шлема. Там она смогла пройти до третьего раунда, где Ралуку остановила будущая финалистка турнира Ана Иванович. Этот результат принёс румынке место в топ-100 мирового рейтинга.
В июле 2008 года Олару сыграла первый парный финал WTA — в Будапеште, а затем выиграл 50-тысячник во Франции уже в одиночках. На Открытом чемпионате США она второй год подряд смогла сыграть во втором раунде. В начале октября Олару в команде с Ольгой Савчук выиграла парный трофей турнира в Ташкенте.
После вылета в первом раунде на Ролан Гаррос Олару в начале июня 2009 года смогла выиграть 100-тысячник ITF в Марселе. В июле она смогла добраться до своего единственного финала одиночного турнира WTA — в Бадгастайне, переиграв трёх сеянных теннисисток, она уступила в финале Андрее Петкович. После этого финала она взбирается на высшую для себя — 53-ю строчку одиночного рейтинга. В сентябре 2010 года в альянсе с Марией Корытцевой Олару выиграла парный 100-тысячник ITF в Бьелле.
Постепенно её результаты в одиночном разряде становятся хуже и Олару больше концентрируется на парных выступлениях В феврале 2011 года на турнире в Акапулько она выиграла второй парный титул WTA в карьере в дуэте с Корытцевой. Следующий парный титул в основном туре она завоевала в июне 2013 года, когда с Валерией Соловьёвой выиграла турнир в Нюрнберге. В октябре 2014 года с Анной Татишвили она победила на турнире в Линце. В августе в паре с Кристиной-Андреей Миту выступила на Олимпийских играх, которые проходили в Рио-де-Жанейро, где во втором раунде они проиграли чемпионкам той Олимпиады Елене Весниной и Екатерине Макаровой. В октябре в дуэте с Ипек Сойлу она взяла пятый титул WTA на турнире в Ташкенте.
В 2017 году Олару выиграла два парных турнира WTA (в Хобарте с Савчук и Бухаресте с Бегу), на Ролан Гаррос с Савчук впервые сыграла в 1/4 финала Большого шлема и достигла максимально высокой для себя позиции в парном рейтинге, заняв в августе 32-е место. За 2018 год она смогла сыграть в четырёх парных финалах и в двух из них одержала победу (в Рабате с Блинковой и в Страсбурге с Бузарнеску.
В сентябре 2020 года Олару сыграла в самом статусном финале в карьере, пройдя с Анной-Леной Фридзам в решающий матч турнира серии Премьер 5 в Риме, в котором они проиграли Се Шувэй и Барборе Стрыцовой — 2-6, 2-6. В марте 2021 года Олару смогла стать победительницей парного Премьер-турнира в Санкт-Петербурге в дуэте с Надежой Киченок. Это 10-й титул Йоаны в основном туре. Летом в паре с Моникой Никулеску она сыграла на Олимпийских играх в Токио, где они проиграли во втором раунде. В конце августа Надежда Киченок и Йоана Олару выиграли ещё один совместный титул на турнире в Чикаго. В октябре они вышли в финал Премьер-турнира в Москве. Последний матч в карьере сыграла в сентябре 2022 года.

## Итоговое место в рейтинге WTA по годам
| Год  | Одиночный рейтинг | Парный рейтинг |
| 2022 |                   | 155            |
| 2021 |                   | 36             |
| 2020 |                   | 43             |
| 2019 |                   | 48             |
| 2018 |                   | 44             |
| 2017 |                   | 36             |
| 2016 |                   | 74             |
| 2015 |                   | 54             |
| 2014 | 773               | 55             |
| 2013 | 359               | 73             |
| 2012 | 247               | 129            |
| 2011 | 247               | 122            |
| 2010 | 182               | 92             |
| 2009 | 73                | 96             |
| 2008 | 126               | 154            |
| 2007 | 56                | 413            |
| 2006 | 311               | 344            |
| 2005 | 509               | 600            |
| 2004 | 766               | 587            |

## Выступления на турнирах

### Финалы турнировWTAв одиночном разряде (1)

#### Поражения (1)
| Легенда: До 2009 года       | Легенда: С 2009 года                       |
| --------------------------- | ------------------------------------------ |
| Турниры Большого шлема (0)* |                                            |
| Олимпиада (0)               |                                            |
| Итоговый турнир WTA (0)     |                                            |
| 1-я категория (0)           | Premier Mandatory / WTA 1000 Mandatory (0) |
| 2-я категория (0)           | Premier 5 / WTA 1000 (0)                   |
| 3-я категория (0)           | Premier / WTA 500 (0+1)                    |
| 4-я категория (0+1)         | International / WTA 250 (0+9)              |
| 5-я категория (0)           | International / WTA 250 (0+9)              |

| Титулы по покрытиям | Титулы по месту проведения матчей турнира |
| ------------------- | ----------------------------------------- |
| Хард (0+6)*         | Зал (0+2)                                 |
| Грунт (0+5)         | Зал (0+2)                                 |
| Трава (0)           | Открытый воздух (0+9)                     |
| Ковёр (0)           | Открытый воздух (0+9)                     |

* количество побед в одиночном разряде + количество побед в парном разряде.
| №  | Дата         | Турнир              | Покрытие | Соперница в финале | Счёт    |
| 1. | 20 июля 2009 | Бадгастайн, Австрия | Грунт    | Андреа Петкович    | 2-6 3-6 |

### Финалы турнировWTA 125иITFв одиночном разряде (18)

#### Победы (11)
| Легенда:                    |
| --------------------------- |
| WTA 125 (0)*                |
| 100.000 USD (1+1)           |
| 80.000 (75.000)** USD (0)   |
| 60.000 (50.000)** USD (2+1) |
| 25.000 USD (2+7)            |
| 15.000 (10.000)** USD (6+6) |

* призовой фонд до 2017 года
| Титулы по покрытиям | Титулы по месту проведения матчей турнира |
| ------------------- | ----------------------------------------- |
| Хард (1+1)*         | Зал (1)                                   |
| Грунт (10+13)       | Зал (1)                                   |
| Трава (0+1)         | Открытый воздух (10+15)                   |
| Ковёр (0)           | Открытый воздух (10+15)                   |

* количество побед в одиночном разряде + количество побед в парном разряде.
| №   | Дата           | Турнир                           | Покрытие   | Соперница в финале | Счёт           |
| 1.  | 24 апреля 2005 | Херцег-Нови, Сербия и Черногория | Грунт      | Миляна Аданко      | 7-5 7-6(2)     |
| 2.  | 19 июля 2005   | Бухарест, Румыния                | Грунт      | Анна Бастрикова    | 6-3 6-3        |
| 3.  | 2 августа 2005 | Бухарест, Румыния                | Грунт      | Мэдэлина Гожня     | 7-6(3) 7-5     |
| 4.  | 2 мая 2006     | Бухарест, Румыния                | Грунт      | Сорана Кырстя      | 1-6 6-4 6-1    |
| 5.  | 7 мая 2006     | Рабат, Марокко                   | Грунт      | Самия Меджанди     | 6-2 2-6 7-5    |
| 6.  | 7 ноября 2006  | Торонто, Канада                  | Хард (зал) | Карли Галликсон    | 6-3 6-1        |
| 7.  | 23 апреля 2007 | Торрент, Испания                 | Грунт      | Андреа Петкович    | 6-4 5-7 6-4    |
| 8.  | 14 июля 2008   | Контрексевиль, Франция           | Грунт      | Стефани Форетц     | 6-4 6-2        |
| 9.  | 8 июня 2009    | Марсель, Франция                 | Грунт      | Маша Зец-Пешкирич  | 6-7(4) 7-5 6-4 |
| 10. | 31 июля 2011   | Бад-Заульгау, Германия           | Грунт      | Татьяна Малек      | 3-6 6-3 7-5    |
| 11. | 3 марта 2013   | Анталья, Турция                  | Грунт      | Йована Якшич       | 6-3 7-5        |

#### Поражения (7)
| №  | Дата            | Турнир                 | Покрытие | Соперница в финале   | Счёт           |
| 1. | 16 августа 2004 | Яссы, Румыния          | Грунт    | Моника Никулеску     | 6-7(5) 0-6     |
| 2. | 3 июля 2006     | Мон-де-Марсан, Франция | Грунт    | Нина Братчикова      | 4-6 6-4 0-6    |
| 3. | 30 апреля 2007  | Катания, Италия        | Грунт    | Дарья Кустова        | 3-6 6-2 3-6    |
| 4. | 15 апреля 2012  | Помеция, Италия        | Грунт    | Александра Соснович  | 6-0 1-6 1-6    |
| 5. | 28 октября 2012 | Бразилиа, Бразилия     | Грунт    | Тимея Бачински       | 5-7 2-6        |
| 6. | 11 ноября 2012  | Асунсьон, Парагвай     | Грунт    | Вероника Сепеде Роиг | 7-5 6-7(7) 2-6 |
| 7. | 27 января 2013  | Эйлат, Израиль         | Хард     | Алла Кудрявцева      | 7-6(4) 3-6 2-6 |

### Финалы турнировWTAв парном разряде (24)

#### Победы (11)
| №   | Дата            | Турнир                  | Покрытие   | Партнёрша          | Соперницы в финале                         | Счёт              |
| 1.  | 5 октября 2008  | Ташкент, Узбекистан     | Хард       | Ольга Савчук       | Нина Братчикова Катрин Вёрле               | 5-7 7-5 [10-7]    |
| 2.  | 26 февраля 2011 | Акапулько, Мексика      | Грунт      | Мария Корытцева    | Лурдес Домингес Лино Аранча Парра Сантонха | 3-6 6-1 [10-4]    |
| 3.  | 15 июня 2013    | Нюрнберг, Германия      | Грунт      | Валерия Соловьёва  | Анна-Лена Грёнефельд Квета Пешке           | 2-6 7-6(3) [11-9] |
| 4.  | 12 октября 2014 | Линц, Австрия           | Хард (зал) | Анна Татишвили     | Анника Бек Каролин Гарсия                  | 6-2 6-1           |
| 5.  | 1 октября 2016  | Ташкент, Узбекистан (2) | Хард       | Ипек Сойлу         | Рената Ворачова Деми Схюрс                 | 7-5 6-3           |
| 6.  | 14 января 2017  | Хобарт, Австралия       | Хард       | Ольга Савчук       | Габриэла Дабровски Ян Чжаосюань            | 0-6 6-4 [10-5]    |
| 7.  | 23 июля 2017    | Бухарест, Румыния       | Грунт      | Ирина-Камелия Бегу | Элизе Мертенс Деми Схюрс                   | 6-3 6-3           |
| 8.  | 4 мая 2018      | Рабат, Марокко          | Грунт      | Анна Блинкова      | Хеорхина Гарсия Перес Фанни Штоллар        | 6-4 6-4           |
| 9.  | 26 мая 2018     | Страсбург, Франция      | Грунт      | Михаэла Бузарнеску | Надежда Киченок Анастасия Родионова        | 7-5 7-5           |
| 10. | 21 марта 2021   | Санкт-Петербург, Россия | Хард (зал) | Надежда Киченок    | Кейтлин Кристиан Сабрина Сантамария        | 2-6 6-3 [10-8]    |
| 11. | 28 августа 2021 | Чикаго, США             | Хард       | Надежда Киченок    | Людмила Киченок Макото Ниномия             | 7-6(6) 5-7 [10-8] |

#### Поражения (13)
| №   | Дата             | Турнир                 | Покрытие    | Партнёрша          | Соперницы в финале                     | Счёт              |
| 1.  | 13 июля 2008     | Будапешт, Венгрия      | Грунт       | Ванесса Хенке      | Жанетта Гусарова Ализе Корне           | 7-6(5) 1-6 [6-10] |
| 2.  | 14 апреля 2013   | Катовице, Польша       | Грунт (зал) | Валерия Соловьёва  | Лара Арруабаррена Лурдес Домингес Лино | 4-6 5-7           |
| 3.  | 24 мая 2014      | Нюрнберг, Германия     | Грунт       | Шахар Пеер         | Михаэлла Крайчек Каролина Плишкова     | 0-6 6-4 [6-10]    |
| 4.  | 27 июля 2014     | Баку, Азербайджан      | Хард        | Шахар Пеер         | Александра Панова Хезер Уотсон         | 2-6 6-7(3)        |
| 5.  | 23 мая 2015      | Нюрнберг, Германия (2) | Грунт       | Лара Арруабаррена  | Анабель Медина Гарригес Чжань Хаоцин   | 4-6 6-7(5)        |
| 6.  | 29 апреля 2016   | Рабат, Марокко         | Грунт       | Татьяна Мария      | Ксения Кнолль Александра Крунич        | 3-6 0-6           |
| 7.  | 7 января 2017    | Шэньчжэнь, Китай       | Хард        | Ольга Савчук       | Андреа Главачкова Пэн Шуай             | 1-6 5-7           |
| 8.  | 29 сентября 2018 | Ташкент, Узбекистан    | Хард        | Ирина-Камелия Бегу | Ольга Данилович Тамара Зиданшек        | 5-7 3-6           |
| 9.  | 19 октября 2018  | Москва, Россия         | Хард (зал)  | Дарья Юрак         | Лаура Зигемунд Александра Панова       | 2-6 6-7(2)        |
| 10. | 16 августа 2020  | Прага, Чехия           | Грунт       | Моника Никулеску   | Луция Градецкая Кристина Плишкова      | 2-6 2-6           |
| 11. | 20 сентября 2020 | Рим, Италия            | Грунт       | Анна-Лена Фридзам  | Се Шувэй Барбора Стрыцова              | 2-6 2-6           |
| 12. | 26 июня 2021     | Бад-Хомбург, Германия  | Трава       | Надежда Киченок    | Андрея Клепач Дарья Юрак               | 3-6 1-6           |
| 13. | 23 октября 2021  | Москва, Россия (2)     | Хард (зал)  | Надежда Киченок    | Елена Остапенко Катерина Синякова      | 2-6 6-4 [8-10]    |

### Финалы турнировWTA 125иITFв парном разряде (32)

#### Победы (15)
| №   | Дата             | Турнир                           | Покрытие | Партнёрша                | Соперницы в финале                                 | Счёт            |
| 1.  | 3 октября 2004   | Клуж-Напока, Румыния             | Грунт    | Корина-Клаудиа Кордуняну | Вероника Раймрова Анамария-Александра Сере         | 4-6 6-0 6-4     |
| 2.  | 1 мая 2005       | Херцег-Нови, Сербия и Черногория | Грунт    | Антония-Ксения Тоут      | Александра Лукич Патриция Фоллмайер                | 6-4 4-1 — отказ |
| 3.  | 30 июля 2005     | Арад, Румыния                    | Грунт    | Корина-Клаудиа Кордуняну | Анна Бастрикова Василиса Давыдова                  | 6-1 6-4         |
| 4.  | 7 августа 2005   | Бухарест, Румыния                | Грунт    | Корина-Клаудиа Кордуняну | Бланка-Иоана Бонифате Сорана Кырстя                | 6-1 6-1         |
| 5.  | 9 апреля 2006    | Макарска, Хорватия               | Грунт    | Антония-Ксения Тоут      | Юханна Ларссон Надя Рома                           | 6-4 7-5         |
| 6.  | 9 июля 2006      | Мон-де-Марсан, Франция           | Грунт    | Маргалита Чахнашвили     | Акгуль Аманмурадова Нина Братчикова                | 7-5 1-6 6-1     |
| 7.  | 11 сентября 2010 | Бьелла, Италия                   | Грунт    | Мария Корытцева          | Орели Веди Андрея Клепач                           | 7-5 6-4         |
| 8.  | 15 января 2012   | Иннисбрук, США                   | Грунт    | Дарья Кустова            | Джоя Барбьери Надежда Гуськова                     | 6-3 6-1         |
| 9.  | 21 апреля 2012   | Чивитавеккья, Италия             | Грунт    | Елена Богдан             | Клаудиа Джовине Марина Шамайко                     | 6-3 7-5         |
| 10. | 29 апреля 2012   | Тунис, Тунис                     | Грунт    | Елена Богдан             | Инес Феррер Суарес Рихел Хогенкамп                 | 6-4 6-3         |
| 11. | 2 сентября 2012  | Мамая, Румыния                   | Грунт    | Елена Богдан             | Данка Ковинич Тадея Маерич                         | 7-6(4) 6-3      |
| 12. | 28 октября 2012  | Бразилиа, Бразилия               | Грунт    | Елена Богдан             | Тимея Бачински Джулия Коэн                         | 6-3 3-6 [10-8]  |
| 13. | 3 ноября 2012    | Буэнос-Айрес, Аргентина          | Грунт    | Елена Богдан             | Мария Фернанда Алвес Мария Фернанда Альварес Теран | 1-6 6-2 [10-7]  |
| 14. | 27 января 2013   | Эйлат, Израиль                   | Хард     | Алла Кудрявцева          | Илона Кремень Пемра Озген                          | 6-3 6-3         |
| 15. | 21 июня 2015     | Илкли, Великобритания            | Трава    | Сюй Ифань                | Ан-Софи Местах Деми Схюрс                          | 6-3 6-4         |

#### Поражения (17)
| №   | Дата             | Турнир                    | Покрытие   | Партнёрша                     | Соперницы в финале                            | Счёт           |
| 1.  | 20 июня 2004     | Брашов, Румыния           | Грунт      | Леноре Лазарою                | Корина-Клаудиа Кордуняну Александра-Юлия Якоб | 4-6 5-7        |
| 2.  | 29 августа 2004  | Тимишоара, Румыния        | Грунт      | Леноре Лазарою                | Сорана Кырстя Габриэла Никулеску              | 1-6 6-2 2-6    |
| 3.  | 7 мая 2006       | Бухарест, Румыния         | Грунт      | Симона-Юлия Матей             | Сорана Кырстя Габриэла Никулеску              | 4-6 6-0 6-7(3) |
| 4.  | 13 мая 2006      | Рабат, Марокко            | Грунт      | Мария-Фернанда Альварес-Теран | Эмили Баке Байя Мунтассине                    | Без игры       |
| 5.  | 13 августа 2006  | Хехинген, Германия        | Грунт      | Кристина Антонийчук           | Станислава Грозенска Ева Фислова              | 3-6 7-6(3) 3-6 |
| 6.  | 11 ноября 2006   | Торонто, Канада           | Грунт      | Хейди Эль Табах               | Ангелика Бахманн Гана Шромова                 | 4-6 1-6        |
| 7.  | 25 сентября 2010 | Сен-Мало, Франция         | Грунт      | Мария Корытцева               | Луция Градецкая Петра Цетковская              | 4-6 2-6        |
| 8.  | 18 сентября 2011 | София, Болгария           | Грунт      | Александра Каданцу            | Нина Братчикова Дарья Юрак                    | 4-6 5-7        |
| 9.  | 12 февраля 2012  | Кали, Колумбия            | Грунт      | Александра Каданцу            | Карин Кнапп Мэнди Минелла                     | 4-6 3-6        |
| 10. | 20 мая 2012      | Касабланка, Марокко       | Грунт      | Елена Богдан                  | Рената Ворачова Ольга Савчук                  | 1-6 4-6        |
| 11. | 21 июля 2012     | Бухарест, Румыния         | Грунт      | Елена Богдан                  | Ирина-Камелия Бегу Ализе Корне                | 2-6 0-6        |
| 12. | 16 сентября 2012 | София, Болгария           | Грунт      | Марина Мельникова             | Катажина Питер Барбара Собашкевич             | 5-7 1-6        |
| 13. | 3 ноября 2013    | Барнстебл, Великобритания | Хард (зал) | Тамира Пашек                  | Наоми Броуди Кристина Плишкова                | 3-6 6-3 [5-10] |
| 14. | 22 августа 2015  | Ванкувер, Канада          | Хард       | Анна Татишвили                | Йоханна Конта Мария Санчес                    | 6-7(5) 4-6     |
| 15. | 5 июня 2016      | Бол, Хорватия             | Грунт      | Ипек Сойлу                    | Ксения Кнолль Петра Мартич                    | 3-6 2-6        |
| 16. | 25 сентября 2016 | Санкт-Петербург, Россия   | Хард (зал) | Алёна Тарасова                | Мария Марфутина Анна Моргина                  | 2-6 3-6        |
| 17. | 17 мая 2017      | Кань-сюр-Мер, Франция     | Грунт      | Рената Ворачова               | Се Шувэй Чжан Кайчжэнь                        | 5-7 1-6        |